# Drosophila uniseriata
Drosophila uniseriata är en tvåvingeart som beskrevs av Elmo Hardy och Kaneshiro 1968. Drosophila uniseriata ingår i släktet Drosophila och familjen daggflugor.
Artens utbredningsområde är Hawaii.